# Petit Tinamou
Nothura minor
Espèce
Statut de conservation UICN

 VU C2a(i) : Vulnérable
 C1+2a(i) 
Le Petit Tinamou (Nothura minor) est une espèce d'oiseau appartenant à la famille des Tinamidae.
Il peuple le Cerrado du sud du Brésil et le nord-est du Paraguay.